# Sentinel (satellite)
Pour les articles homonymes, voir Sentinelle et Sentinel.

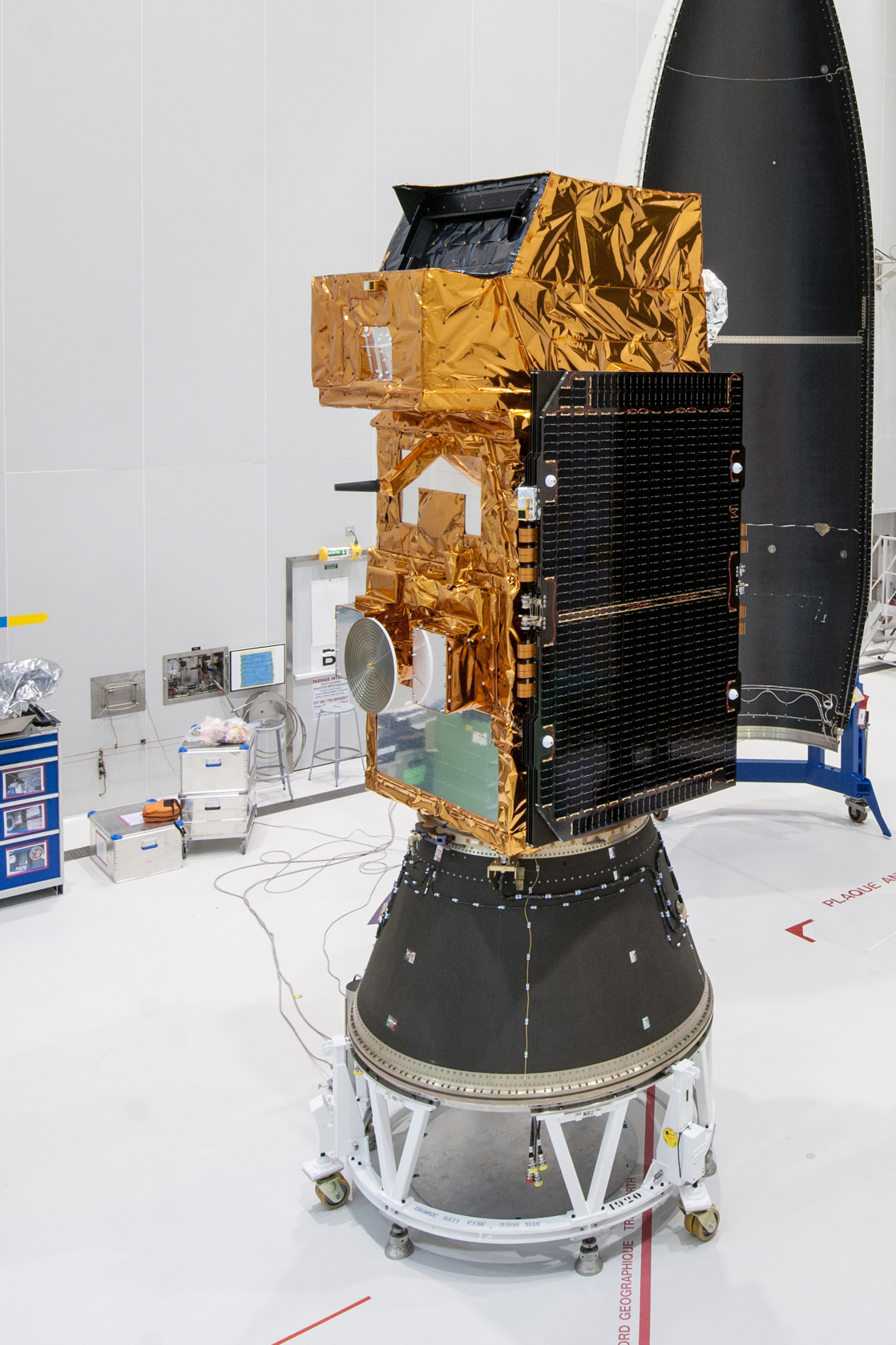
Satellite Sentinel-2A peu avant son lancement en 2015.

Les satellites Sentinel (Sentinelle en français), sont une famille de satellites d'observation de la Terre et d'instruments embarqués destinés à remplacer notamment le satellite ENVISAT. Ils constituent le volet spatial du programme Copernicus de l'Union européenne.
À la suite d'un accord signé le 28 février 2008 entre la Commission européenne et l'Agence spatiale européenne, celle-ci est chargée de développer et de livrer l’infrastructure spatiale permettant de répondre aux besoins définis par la CE en matière de services GMES axés sur l’environnement et la sécurité, deux grands sujets de préoccupation pour l'Europe. Le premier contrat de 624 millions d'euros permet de lancer les études de réalisation des trois premiers satellites Sentinelles (Sentinel 1A, 1B et 2) et de mettre en place le segment sol nécessaire à la réception, au traitement et à la diffusion des données (provenant des Sentinelles et d’autres satellites) aux utilisateurs, de même qu’il offrira à l'ESA la possibilité d'entreprendre ultérieurement d'autres développements. Durant l'été 2009, le programme bénéficie de l'accord-cadre GMES signé entre ESA et Eumetsat.

## Sentinel-1
Sentinel-1A et 1B sont équipés d'un radar à synthèse d'ouverture fournissant des images de 10 mètres de résolution, qui grâce à son capteur, peut fonctionner par temps couvert ou de nuit.

### Caractéristiques techniques
L'Agence spatiale européenne a attribué le contrat de 229 M€ à Thales Alenia Space, le 19 juin 2007. Il est construit autour de la plateforme PRIMA développée par Thales Alenia Space pour l'Agence spatiale italienne (ASI). Sentinel-1 aura une masse au lancement de 2 300 kg, une orbite de 700 km et une résolution au sol variant de 5  à   25 mètres en fonction du mode opératoire sélectionné, assurant la continuité des données fournies par les radars SAR montés à bord de ERS et de ENVISAT.

### Déploiement

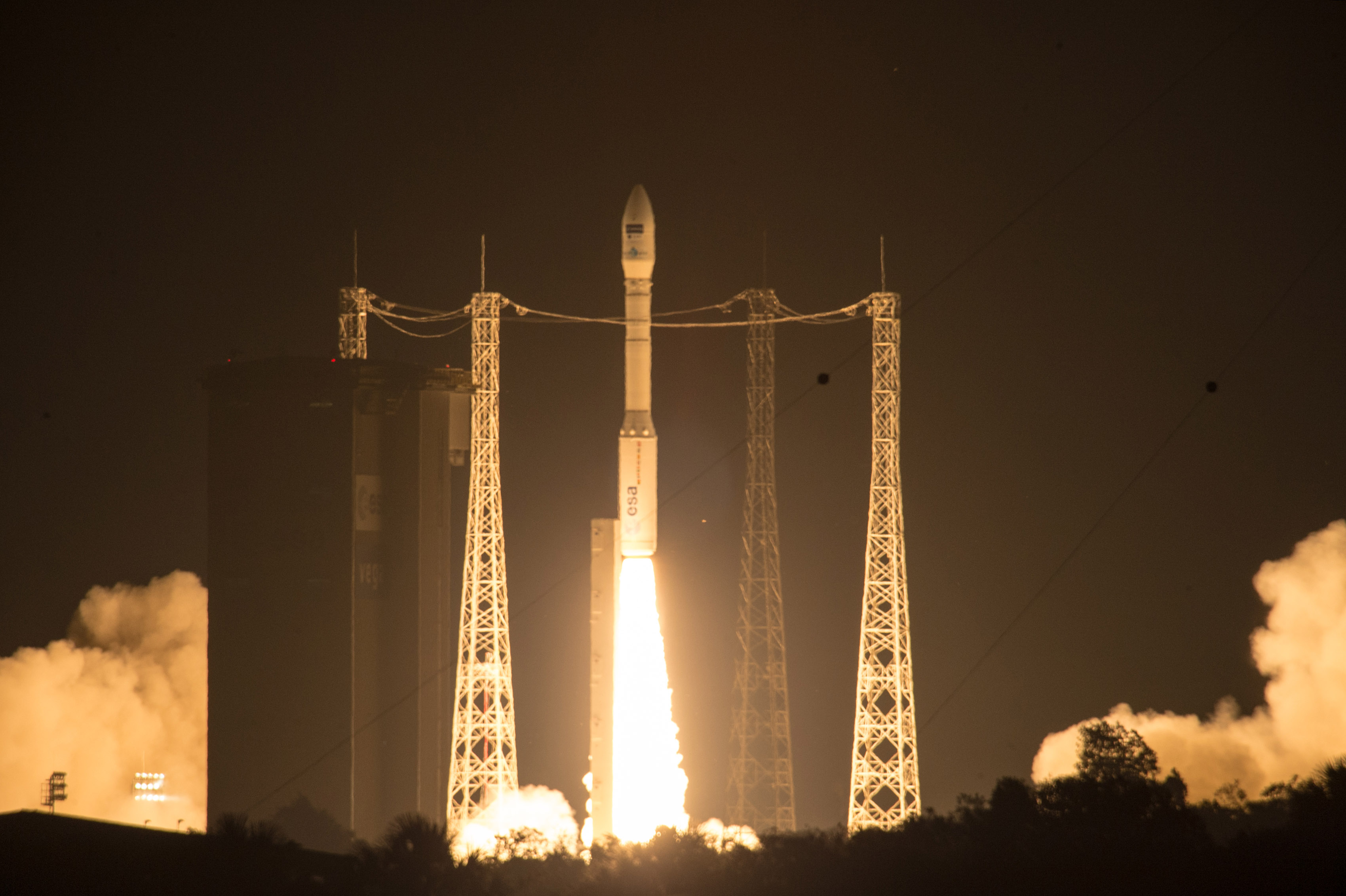
Lancement Sentinel-2A par une fusée Vega décollant de la base de lancement de Kourou.

Sentinel-1A est lancé le 3 avril 2014 à 21h02 UTC du Centre spatial guyanais. Alors que le satellite n'est en orbite que depuis quelques heures et que ses systèmes ne sont encore que partiellement activés, les opérateurs sont informés que le micro satellite scientifique de la NASA ACRIMSAT qui ne dispose plus d'aucune capacité de manœuvre se trouve sur une trajectoire de quasi collision (moins de 20 mètres) avec le satellite européen. Les opérateurs de l'ESA doivent effectuer une manœuvre en catastrophe en utilisant la propulsion durant 39 secondes pour éviter une collision qui aurait pu détruire le satellite de 300 millions € avant qu'il n'entre en service,. 
Sentinel-1B est lancé le 25 avril 2016 depuis Centre spatial guyanais. Il est décommissionné en août 2022 à la suite d'une panne électrique majeure.

## Sentinel-2
Chacun des deux satellites Sentinel-2 observera la totalité des terres émergées tous les dix jours, avec une résolution de 10 mètres à 60 mètres, dans treize bandes spectrales allant du visible au moyen infrarouge. À eux deux, ils permettront des observations de toutes les terres émergées tous les cinq jours. En tenant compte de l'ennuagement, il sera tout de même possible d'obtenir une donnée claire par mois sur la grande majorité des terres. C'est cette capacité d'observation multi-temporelle qui constitue le véritable apport de la mission Sentinel-2, même si les données des satellites Sentinel-2 offriront aussi aux utilisateurs une bonne richesse spectrale. Les données seront principalement utilisées dans les domaines de l'agriculture, la sylviculture, la détermination de l'occupation des sols, la caractérisation des habitats et la biodiversité, et serviront aussi à l'observation et la prévention des catastrophes naturelles, comme les inondations, éruptions volcaniques, affaissements et glissements de terrain. Le contrat, d'un montant de 195 M€, a été attribué le 17 avril 2008 à EADS Astrium Satellites.
Le premier satellite de 1,1 tonne lancé par un lanceur Vega le 23 juin 2015 et le second par un lanceur Rockot le 7 mars 2017, pour une mission de sept ans, éventuellement prolongeable de cinq ans.
Les satellites sont équipés de l'instrument MSI fonctionnant dans treize bandes spectrales allant du visible au moyen infrarouge. Quatre bandes spectrales (bleu (490 nm), vert (560 nm), rouge (670 nm) et proche infrarouge (850 nm) sont fournies à 10 m de résolution, trois bandes spectrales (440, 940 et 1370 nm) sont destinées aux corrections atmosphériques ont une résolution de 60 m, les six bandes restantes sont fournies à 20 m de résolution. L'instrument permet d'observer une fauchée de 290 km de largeur.
À partir de mi-2013, le Centre national d'études spatiales (CNES) mettra à disposition des futurs utilisateurs de Sentinel-2 des données du satellite SPOT-4 acquises avec une répétitivité de cinq jours sur 42 sites de 60 par 60 km2 à 220 par 170 km2, répartis dans le monde. Les prises de vues seront réalisées du 1er février au 28 mai 2013, à l'occasion de l'expérience SPOT 4-Take 5 réalisée avant la désorbitation de SPOT-4. La mission Vénμs permettra quant à elle de fournir des données avec une répétitivité de deux jours sur une centaine de sites de 28 par 28 km2 à partir de fin 2014.

## Sentinel-3

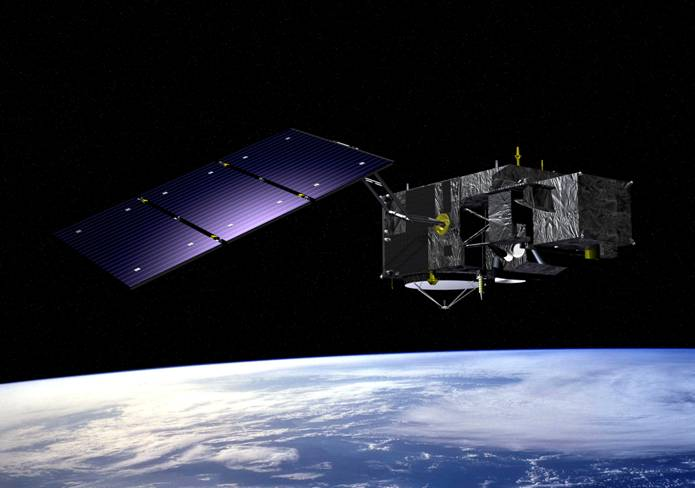
Satellite Sentinel-3 (vue d'artiste).

Sentinel 3 est conçu pour une mission d'océanographie ainsi que de surveillance de la végétation sur les terres émergées, les deux satellites ont été lancés par le lanceur Rockot le 16 février 2016 et le 25 avril 2018.

## Sentinel-4
Sentinel-4 sera affecté à des missions de météorologie et de climatologie, plus précisément à l'étude de la composition de l'atmosphère au dessus de l'Europe et de l'Afrique du Nord, dans le but de tracer les principaux gaz polluants. Sentinel 4 ne sera pas un satellite autonome mais un instrument embarqué sur des satellites Météosat troisième génération (MTG) placés sur une orbite géostationnaire. Le premier satellite de cette famille sera lancé en 2025.

## Sentinel-5/Sentinel-5P

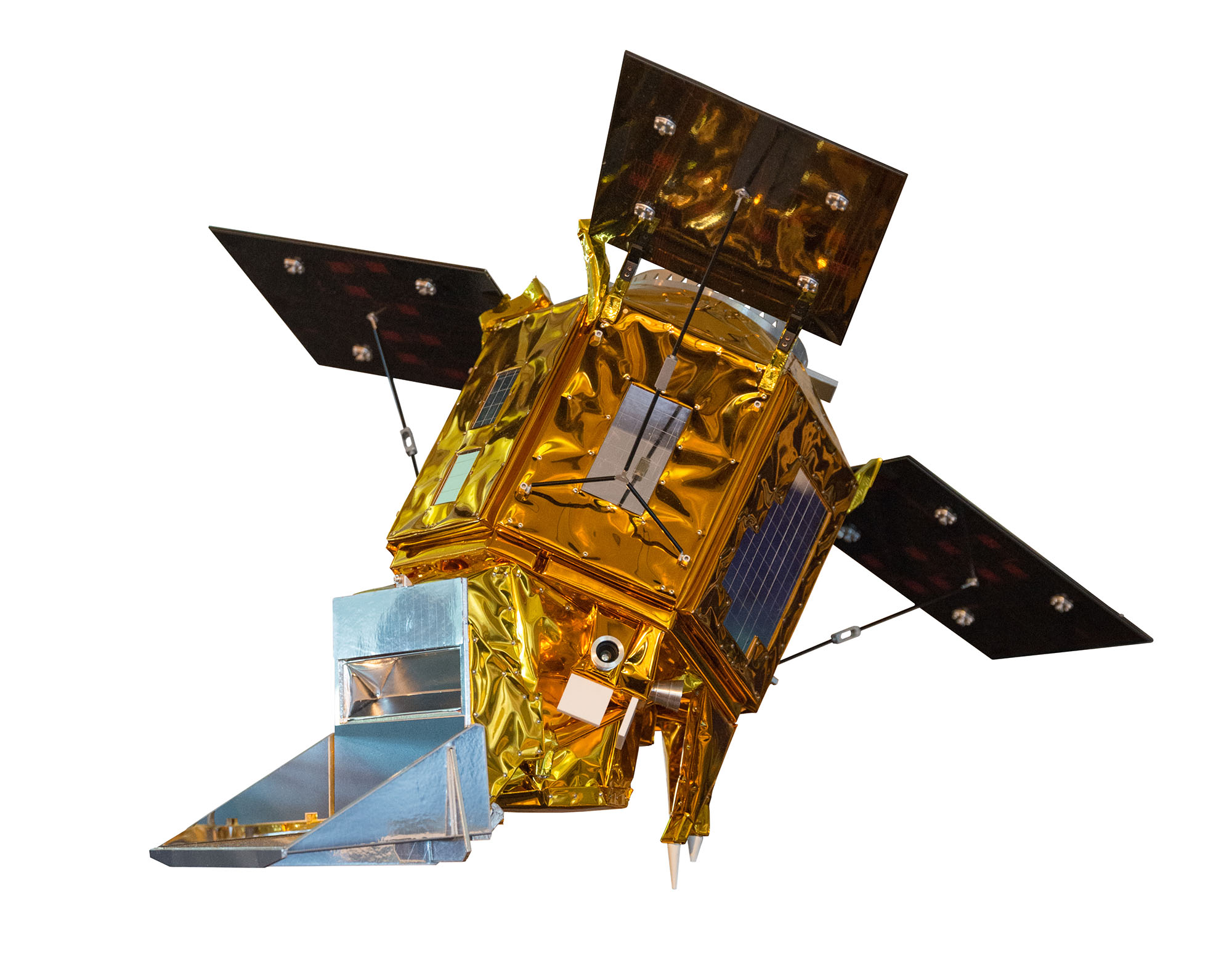
La maquette du satellite Sentinel-5P.

Sentinel-5 regroupe des missions fournissant également des données sur la composition de l'atmosphère. Comme Sentinel-4 il s'agit d'instruments embarqués comme charge utile sur les satellites météorologiques MetOp-SG circulant sur une orbite polaire. La charge utile Sentinel-5 ne pouvant être placée en orbite que vers 2021 du fait du planning de développement du satellite porteur, l'Agence spatiale européenne a décidé la réalisation d'un petit satellite chargé de fournir des données équivalentes pour la période 2015-2020 baptisé Sentinel-5 Precursor. Ce satellite a été lancé le 13 octobre 2017. 

## Sentinel-6

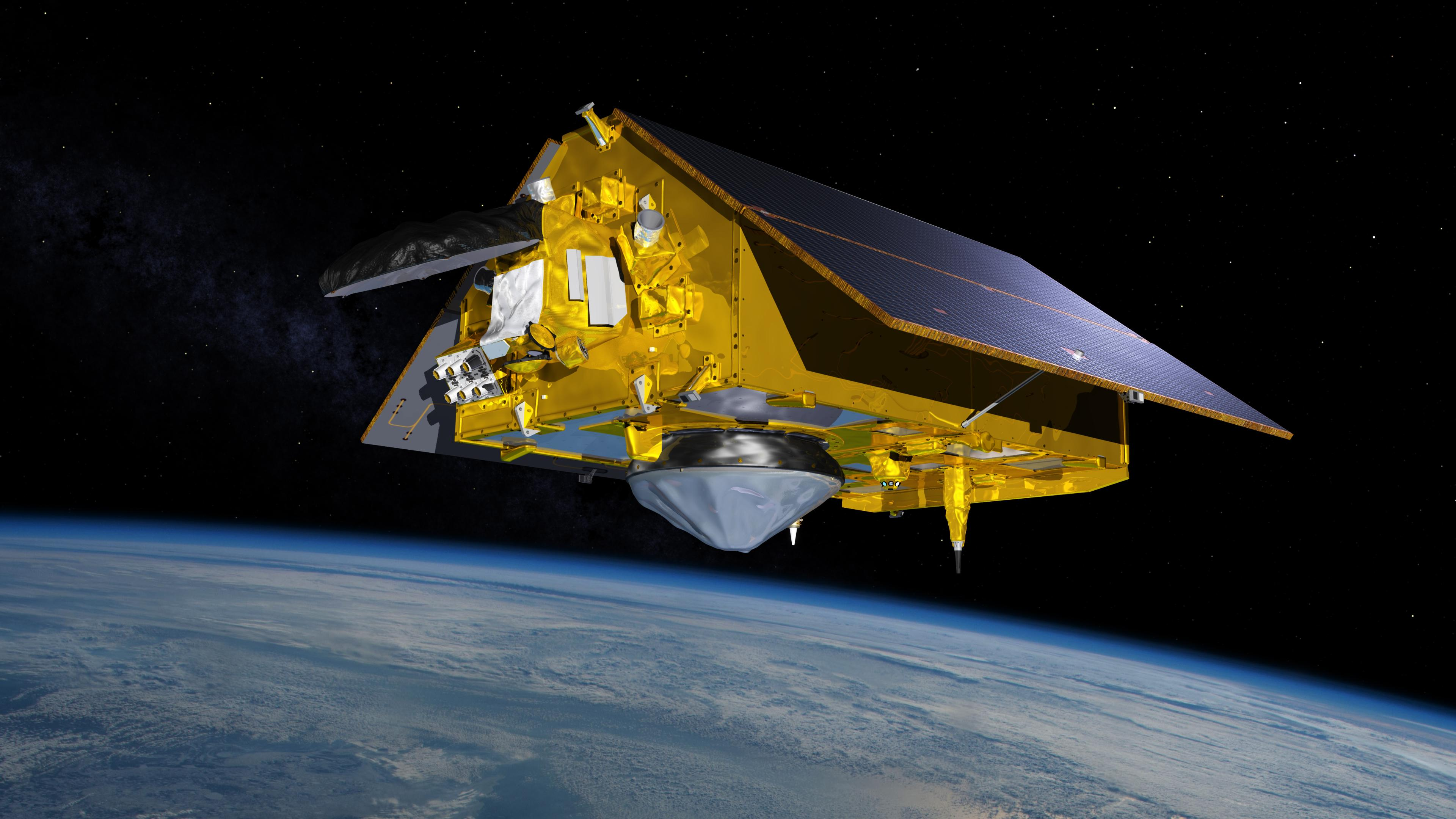
Satellite Sentinel-6 (vue d'artiste).

Sentinel-6 devrait consister en des missions d'altimétrie pour poursuivre la mission de Jason-2.

## Deuxième génération de satellites Sentinel
Une deuxième génération de satellites du programme Copernicus est en cours de développement depuis le début des années 2000 pour répondre à la fois à des besoins non satisfaits par les satellites déjà déployés ou en cours de déploiement et pour accroître les capacités du segment spatial du programme. Ce sont :
- Sentinel-7/CO2M (Copernicus CO2 Monitoring Mission) est un satellite qui dispose d'un nouveau spectromètre fonctionnant dans le proche infrarouge et l'infrarouge court pour mesurer la quantité de dioxyde de carbone produit par l'activité humaine. Ces données doivent permettre de disposer de chiffres plus précis sur les émissions de ce gaz produit par la combustion des sources d'énergie fossile à l'échelle nationale et régionale. Ces données en provenance d'une source d'information indépendante permettront de mesurer l'efficacité de la politique de décarbonisation de l'Europe[17].

- Sentinel-8/LSTM (Land Surface Temperature) est un satellite qui dispose d'un capteur infrarouge thermique à haute résolution spatio-temporelle qui doit mesurer la température de la surface des terres. La mission répond à des besoins prioritaires de la communauté des utilisateurs de l'agriculture et a pour objectif d'améliorer la production agricole de manière soutenable dans un contexte d'une diminution des ressources en eau et de variabilité du climat. La mesure de la température de la surface et le calcul dérivé de l'évapotranspiration sont des variables clés permettant de comprendre et de répondre à la variabilité du climat, de gérer les ressources en eau pour les besoins de l'agriculture, de prédire les sécheresses, de gérer la dégradation des sols, les catastrophes naturelles tels que les incendies, les éruptions volcaniques, de gérer les eaux côtières et les eaux intérieures ainsi que les problèmes liés au réchauffement dans les villes[18].

- Sentinel-9/CRISTAL (Copernicus polaR Ice and Snow Topography ALtimeter) est un satellite qui dispose d'un radioaltimètre bi-fréquences et d'un radiomètre micro-ondes qui doit mesurer et surveiller l'épaisseur de la glace et l'épaisseur de la neige qui la recouvre. Le satellite doit également mesurer et surveiller les changements d'épaisseur des calottes glaciaires et des glaciers de l'ensemble de la planète. Les mesures de l'épaisseur de la glace seront utilisées pour les opérations maritimes dans les mers polaires et pour planifier à plus long terme les activités dans les régions polaires. Dans la mesure où les changements saisonniers affectant la glace des mers sont particulièrement sensibles aux changements climatiques, cette mission doit permettre d'améliorer notre compréhension des processus de changement climatique[19].

- Sentinel-10/CHIME (Copernicus Hyperspectral Imaging Mission for the Environment) est un satellite utilisant la nouvelle technique d'imagerie hyperspectrale (observation sur plusieurs centaines de longueurs d'onde contiguës en lumière visible et infrarouge proche et court) pour fournir des données utiles pour l'agriculture, la sécurité alimentaire, l'état des sols, la biodiversité, les catastrophes naturelles, les eaux côtières et les eaux intérieures et les forêts[20].

- Sentinel-11/CIMR (Copernicus Imaging Microwave Radiometer) est un satellite qui doit disposer d'un radiomètre micro-ondes à fauchée large qui collectera la température de la surface des océans, le volume des glaces dans les océans et la salinité des eaux de surface ainsi que de nombreux autres paramètres portant sur les glaces des mers. La mission répond à de nombreux besoins hautement prioritaires des communautés d'utilisateurs de l'océan Arctique[21].

- Sentinel-12/ROSE-L (Radar Observing System for Europe at L-band) est un satellite qui emporte un radar à synthèse d'ouverture fonctionnant en bande L. Cette longueur d'onde permet de traverser des matériaux tels que la végétation, la neige sèche et la glace. Cette mission doit fournir des données qui ne peuvent pas être produites par le radar fonctionnant en bande C des satellites Sentinel-1. Les mesures effectuées seront utilisées pour la gestion de la forêt, la surveillance de l'humidité des sols et la détermination de la nature des cultures contribuant à la prévention des famines. Cette mission contribuera également à la surveillance de l'épaisseur des glaces polaires et de la banquise, à la mesure de l'étendue des glaces des mers dans les régions polaires et à celle de la neige saisonnière[22].

## Satellites en orbite et lancements planifiés
| Date lancement      | Désignation          | Satellite ou instrument | Objectif                                                                  | Charge utile                                            | Lanceur  | Identifiant COSPAR | Statut / Référence                                                                        |
| ------------------- | -------------------- | ----------------------- | ------------------------------------------------------------------------- | ------------------------------------------------------- | -------- | ------------------ | ----------------------------------------------------------------------------------------- |
| 3 avril 2014        | Sentinel-1A          | Satellite               | Image tous temps                                                          | Radar à synthèse d'ouverture                            | Soyouz   | 2014-016A          | Opérationnel                                                                              |
| 23 juin 2015        | Sentinel-2A          | Satellite               | Image visible et infrarouge                                               | Imageur multi spectral                                  | Vega     | 2015-028A          | Opérationnel                                                                              |
| 16 février 2016     | Sentinel-3A          | Satellite               | Observation des océans                                                    | Radiomètres, Imageur multi spectral, altimètre          | Rockot   | 2016-011A          | Opérationnel                                                                              |
| 25 avril 2016       | Sentinel-1B          | Satellite               | Image tous temps                                                          | Radar à synthèse d'ouverture                            | Soyouz   | 2016-025A          | Décommissionné, en attente de désorbitation                                               |
| 7 mars 2017         | Sentinel-2B          | Satellite               | Image visible et infrarouge                                               | Imageur multi spectral                                  | Vega     | 2017-013A          | Opérationnel                                                                              |
| 13 octobre 2017     | Sentinel-5 Precursor | Satellite               | Composition de l'atmosphère                                               | Spectromètre imageur ultraviolet, visible et infrarouge | Rockot   | 2017-064A          | Opérationnel                                                                              |
| 25 avril 2018       | Sentinel-3B          | Satellite               | Observation des océans                                                    | Radiomètres, Imageur multi spectral, altimètre          | Rokot-KM | 2018-039A          | Opérationnel                                                                              |
| 21 novembre 2020    | Sentinel-6A          | Satellite               | Topographie des océans                                                    | Altimètre                                               | Falcon 9 | 2020-086A          | Opérationnel. Jason-CS                                                                    |
| 5 septembre 2024    | Sentinel-2C          | Satellite               | Image visible et infrarouge                                               | Imageur multi spectral                                  | Vega     |                    | Opérationnel,.                                                                            |
| 5 décembre 2024     | Sentinel-1C          | Satellite               | Image tous temps                                                          | Radar à synthèse d'ouverture                            | Vega-C   |                    | .                                                                                         |
| Missions planifiées |                      |                         |                                                                           |                                                         |          |                    |                                                                                           |
| 2025                | Sentinel-3C          | Satellite               | Observation des océans                                                    | Radiomètres, Imageur multi spectral, altimètre          | Vega-C   |                    | [ 25 ]                                                                                    |
| 2025                | Sentinel-1D          | Satellite               | Image tous temps                                                          | Radar à synthèse d'ouverture                            | Vega-C   |                    | [ 23 ]                                                                                    |
| 2025                | Sentinel-2D          | Satellite               | Image visible et infrarouge                                               | Imageur multi spectral                                  | Vega-C   |                    | [ 24 ]                                                                                    |
| 2025                | Sentinel-3D          | Satellite               | Observation des océans                                                    | Radiomètres, Imageur multi spectral, altimètre          | Vega-C   |                    | [ 25 ]                                                                                    |
| 2025                | Sentinel-4A          | Instrument              | Analyse de l'atmosphère                                                   | Sondeur infrarouge et ultraviolet                       |          |                    | Embarqué sur le satellite météorologique géostationnaire Météosat troisième génération-1. |
| 2025                | Sentinel-5A          | Instrument              | Analyse de l'atmosphère                                                   | Sondeur infrarouge et ultraviolet                       |          |                    | Embarqué sur le satellite météorologique polaire MetOp-SG-A-1.                            |
| 2025                | Sentinel-7A/CO2M 1   | Satellite               | Mesure du dixoxyde de carbone de l'atmosphère                             | Spectromètre infrarouge                                 |          |                    | [ 31 ]                                                                                    |
| 2025                | Sentinel-7B/CO2M 2   | Satellite               | Mesure du dixoxyde de carbone de l'atmosphère                             | Spectromètre infrarouge                                 |          |                    | [ 31 ]                                                                                    |
| 2025                | Sentinel-6B          | Satellite               | Topographie des océans                                                    | Altimètre                                               | Falcon 9 |                    | [ 27 ]                                                                                    |
| 2027                | Sentinel-9/CRISTAL   | Satellite               | Mesure et surveillance de la neige, banquise, glaciers                    | Radar altimètre et radiomètre micro-ondes               |          |                    | [ 32 ]                                                                                    |
| 2027                | Sentinel-12/ROSE-L   | Satellite               | Mesure de l'humidité du sol, des cultures, ...                            | Radar à synthèse d'ouverture en bande L                 |          |                    | [ 33 ]                                                                                    |
| 2028                | Sentinel-11A/CIMR 1  | Satellite               | Mesure de la température de la surface des mers, salinité, glace des mers | Radiomètre micro-ondes multi-fréquences                 |          |                    | [ 34 ]                                                                                    |
| 2028                | Sentinel-11B/CIMR 2  | Satellite               | Mesure de la température de la surface des mers, salinité, glace des mers | Radiomètre micro-ondes multi-fréquences                 |          |                    | [ 34 ]                                                                                    |
| 2029                | Sentinel-4B          | Instrument              | Analyse de l'atmosphère                                                   | Sondeur infrarouge et ultraviolet                       |          |                    | Embarqué sur le satellite météorologique géostationnaire Météosat troisième génération 2  |
| 2029                | Sentinel-8/LSTM      | Satellite               | Mesure de la température de la surface des terres                         | Capteur infrarouge thermique                            |          |                    | [ 35 ]                                                                                    |
| 2029                | Sentinel-10/CHIME    | Satellite               | Imagerie hyperspectrale                                                   | Imageur hyperspectral infrarouge                        |          |                    | [ 36 ]                                                                                    |
| 2030                | Sentinel-5B          | Instrument              | Analyse de l'atmosphère                                                   | Sondeur infrarouge et ultraviolet                       |          |                    | embarqué sur le satellite météorologique polaire MetOp-SG-A-2                             |
| 2037                | Sentinel-5C          | Instrument              | Analyse de l'atmosphère                                                   | Sondeur infrarouge et ultraviolet                       |          |                    | embarqué sur le satellite météorologique polaire MetOp-SG-A-3                             |